# 西貝·范德海登
西貝·范德海登（荷蘭語：Siebe Van der Heyden；1998年5月30日—），比利時足球運動員，司職中後衛，現效力德甲球隊聖保利 (西甲球會馬略卡外借)。

## 外部連結
- Soccerway資料庫：西貝·范德海登